# Sparvöga
Sparvöga är en roman från 1975 skriven av Ann-Charlotte Alverfors. Den är den första delen i en trilogi där de andra delarna är Hjärteblodet (1976) och Snabelros (1977).
Trilogin har filmatiserats som en TV-serie och visades 1989 i sex avsnitt på SVT. Seriens signaturmelodi, "Sparvöga" sjöngs av Marie Fredriksson och blev mycket populär.

## Handling
Handlingen kretsar kring den unga flickan Gertrud, som bor i det lilla småländska samhället Reftele. Hon kallas Sparvöga av sin morfar för sin klara blick. Genom henne får läsaren möta en mängd olika personligheter. Till exempel hennes pappa, en före detta cykelreparatör med drömmar om att bli poet. Klassamhället är hela tiden med som en hörnsten i berättelsen.

## Mottagande
Boken hyllades av en samstämmig kritikerkår och ses som en betydande bidrag till den svenska arbetarlitteraturen under 1900-talet. Den är en av titlarna i boken Tusen svenska klassiker (2009).

## Utgåvor
- Alverfors, Ann-Charlotte (1975). Sparvöga: en roman (1. uppl.). Staffanstorp: Cavefors. Libris 1441766
- Alverfors, Ann-Charlotte (1977) (på obestämt språk). Sparvöga en roman. Lund: Btj. Libris 11531470
- Alverfors, Ann-Charlotte (1982). Sparvöga: roman ([Ny utg.]). Stockholm: Litteraturfrämjandet. Libris 316929
- Alverfors, Ann-Charlotte (1988). Sparvöga ([Ny utg.]). Stockholm: Norstedt. Libris 7154867. ISBN 91-1-881091-8
- Alverfors, Ann-Charlotte; Steen Vagn (1990) (på danska). Spurveøje. Højbjerg: Hovedland. Libris 7543477. ISBN 87-7739-034-2
- Alverfors, Ann-Charlotte (2000). Sparvöga ([Ny utg.]). Stockholm: En bok för alla. Libris 7625269. ISBN 91-7221-140-7
- Alverfors, Ann-Charlotte (2006). Sparvöga en roman /. Enskede: TPB. Libris 11520345

### Fotnoter
1. 1 2 3 4  Gradvall et al (2009), #441